# Jakub Lakoba
Jakub Vasiljevič Lakoba (abchazsky Иакуб Уасил-иԥа Лакоба; 2. srpna 1949, Nový Athos – 9. července 2022, Suchumi) byl abchazský právník, univerzitní profesor, občánský aktivista a politik, dlouholetý předseda Abchazské národní strany. V letech 2004 a 2005 se neúspěšně ucházel o funkci prezidenta Abcházie.

## Biografie
Lakoba se narodil 2. srpna v roce 1949 v Novém Athosu. V roce 1966 absolvoval suchumskou střední školu č. 10 Nestora Lakoby a nastoupil na Moskevskou státní univerzitu, kde vystudoval práva. Promoval v roce 1971. V letech 1972 až 1982 pracoval na prezídiu Nejvyššího sovětu Abchazské ASSR, kde působil v personálu pod vedením spisovatele a politika Bagrata Šinkuby. Zároveň s tímto zaměstnáním zastával od roku 1974 různé funkce v abchazském komsomolu.
Od roku 1979 až do prosince 1999 Lakoba zastával pozici hlavního lektora právní vědy na Abchazské státní univerzitě, kde se stal členem univerzitní akademické rady, přičemž se zasloužil o zrod právního vzdělání v Abcházii. Během svého působení na univerzitě sepsal dvacet vědeckých prací a účastnil se několika mezinárodních konferencí a sympózií, kde rovněž přednášel právním vědcům a politologům na témata dějin, zahraniční politiky, ekonomického oživení Abcházie, suverenizace, zlepšení politického systému, ústavních dějin Abcházie, Turecka a jiných zemí atd. V roce 1989 aktivně bojoval proti rozdělení Abchazské státní univerzity, jejíž gruzínská sekce se měla vyčlenit jako suchumská pobočka Gruzínské státní univerzity, což nakonec vedlo k ozbrojeným nepokojům a k obsazení Abcházie sovětskými vojsky a před jejich představiteli musel obhajovat své postoje.
Své akademické působení musel přerušit během války v Abcházii, kdy byl Lakoba zodpovědný za dovoz a distribuci zbraní a léků pro abchazské bojovníky, přispíval též do abchazského válečného deníku „Republika Abcházie“. Byl místopředsedou Abchazského výboru červeného kříže pro oblast mezinárodních styků a práva.
Po válce se začal zajímat o politiku, vstoupil do před válkou založené Abchazské národní strany a spolupracoval na vydávání stranických novin Kjaaraz, kde působil od roku 1996 po tři roky na pozici šéfredaktora. Po stejnou dobu byl předsedou suchumské stranické pobočky. Od dubna 1998 do března 2004 pracoval na suchumské radnici, kam byl zvolen v komunálních volbách toho roku do zastupitelstva, na pozici ředitele právního odboru a později na odboru životního prostředí a na personálním odboru.
Od roku 1999 až do své smrti byl Lakoba předsedou Abchazské národní strany.
V roce 2022 Lakoba bojoval s vážným onkologickým onemocněním, přesto se ale ještě objevoval na veřejnosti. Dne 9. července však nemoci v Suchumi náhle podlehl.
Prezident Abcházie Aslan Bžanija ve své kondolenci chválil Lakobovu energičnost a připomněl jeho otevřenost při vyjadřování svých názorů na státní otázky. Dle něj coby předseda Abchazské národní strany udělal hodně pro rozvoj stranického systému v zemi.